# 壹岐島
壹岐島是一個位於日本九州北方玄界灘的島，南北17公里、東西14公里，屬於長崎縣壹岐市管轄。

## 简介
在《古事記》中，被稱為伊伎島，别名“天比登都柱（あめひとつばしら）”。是日本國土誕生中最初的「大八島」之一。在中國「魏志倭人傳」中記載稱為「一支國」，屬於邪馬台國。
与对马岛一样，它位于九州和朝鲜半岛之间，由于其地理位置，过去曾是连接朝鲜半岛和九州的海上航线的中途停留地之一。
围绕壹岐岛的23个岛屿（其中4个有人居住，19个无人居住）统称为“壹岐群岛”。然而，在日常用语中，这些岛屿也被称为“壹岐岛”，为了与“壹岐岛”区分开来，有时也称“壹岐本岛”。需要注意的是，政府机构在提及“壹岐岛”时，不包括周围的岛屿。目前，岛上只有一个城市——壹岐市，长崎县在岛上设有壹岐开发局。
壹岐岛地势相对平坦，易于耕作，自古以来便有农耕活动。岛上至今仍保留着自绳文时代以来岛民定居的遗迹（例如古墓）。

## 地理
壹岐岛位于九州东松浦半岛北偏西北约20公里的玄界滩。九州与壹岐岛之间的海域称为壹岐海峡。对马岛位于壹岐的西北海域，隔着对马海峡与壹岐岛相望。海路距离从福冈市博多港到岛西南部的乡之浦港约74公里，从东松浦半岛的呼子港（唐津市）到岛东南部的印通寺港约26公里。
岛南北约17公里，东西约14公里。海岸线曲折，岛屿面积约133.8平方公里，但海岸线长度达167.5公里。岛上没有很高的山峰，最高峰是位于岛南端的岳之辻，海拔212.8米。
岛东南部有一片名为“深江田原”的天然冲积平原，是长崎县第二大平原。面积约300公顷，相当于约18个福冈巨蛋。这里是长崎县具有代表性的粮食产区，主要种植水稻、小麦等作物。国家特别史迹“原之辻遗迹”位于一座小山丘周围，占地面积约100公顷。

岛上的河流有中央的幡鉾川和北部的谷江川，均向东流淌。两条河流均流入海湾深处的海域，其中幡鉾川流入名为内海的海湾，谷江川则流入芦边港所在的海湾。其余均为小河。岛西北部的壹岐汤本温泉，自流涌出69摄氏度的温泉。

航拍图
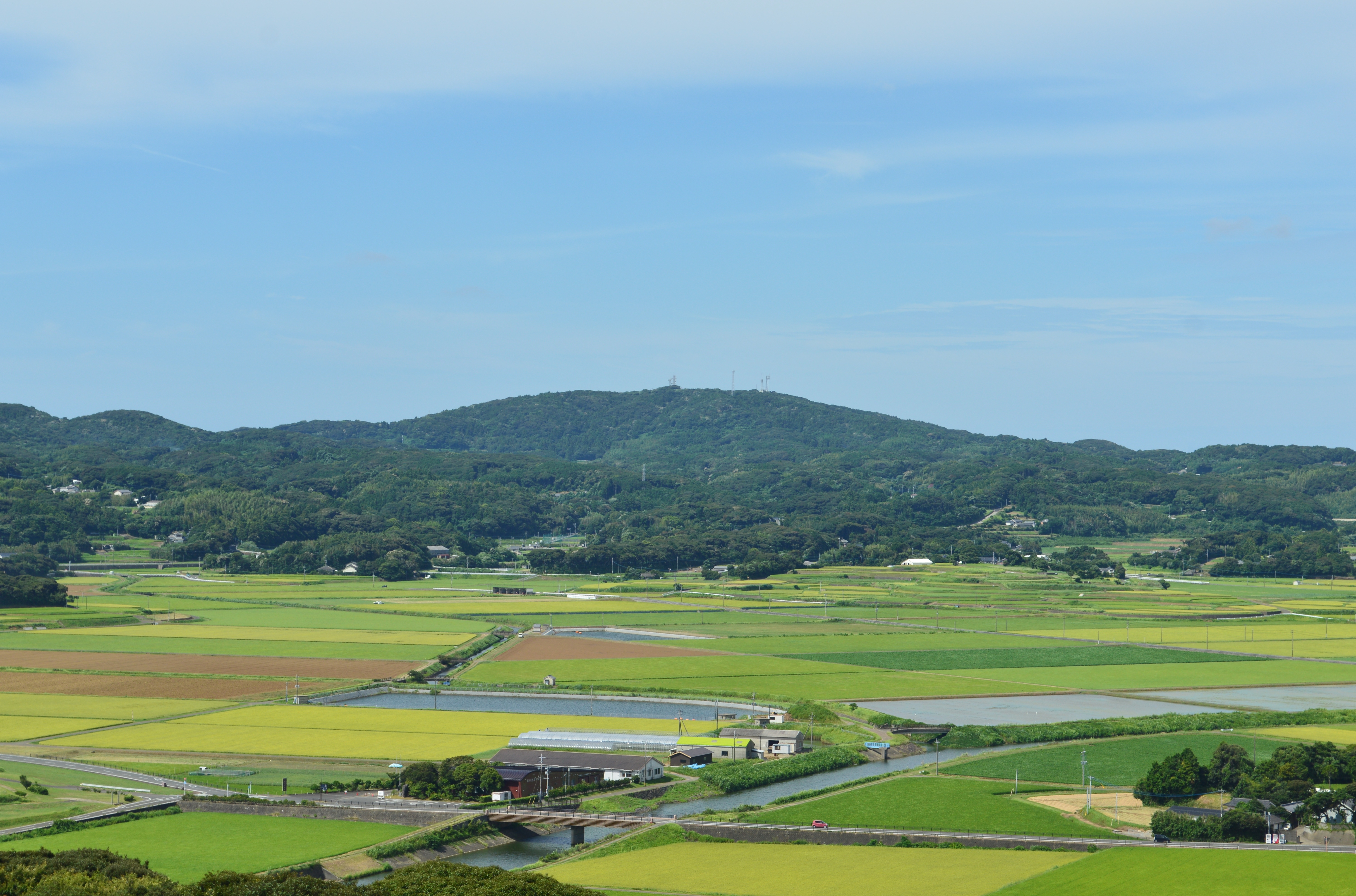
岳之辻
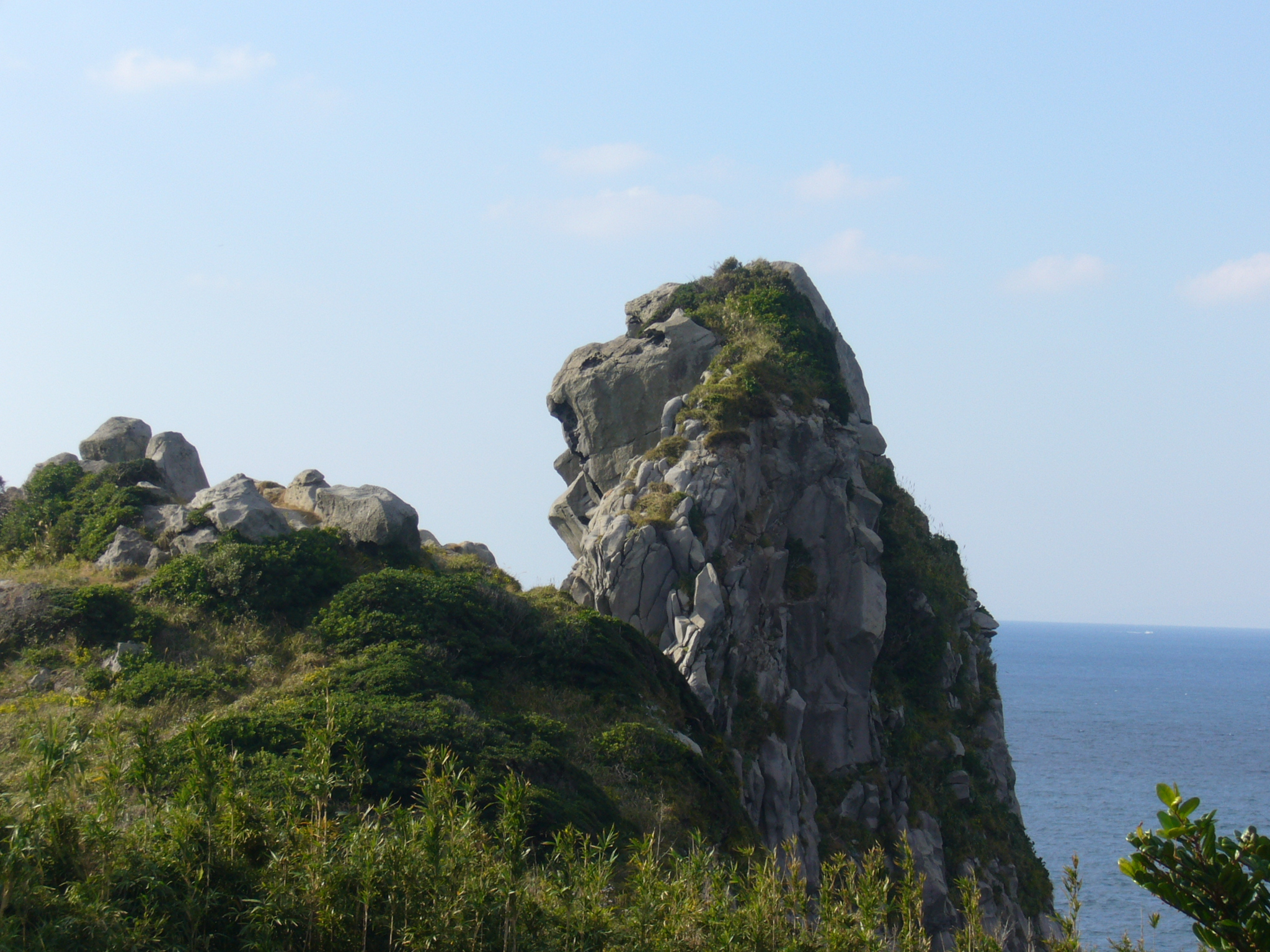
猿岩
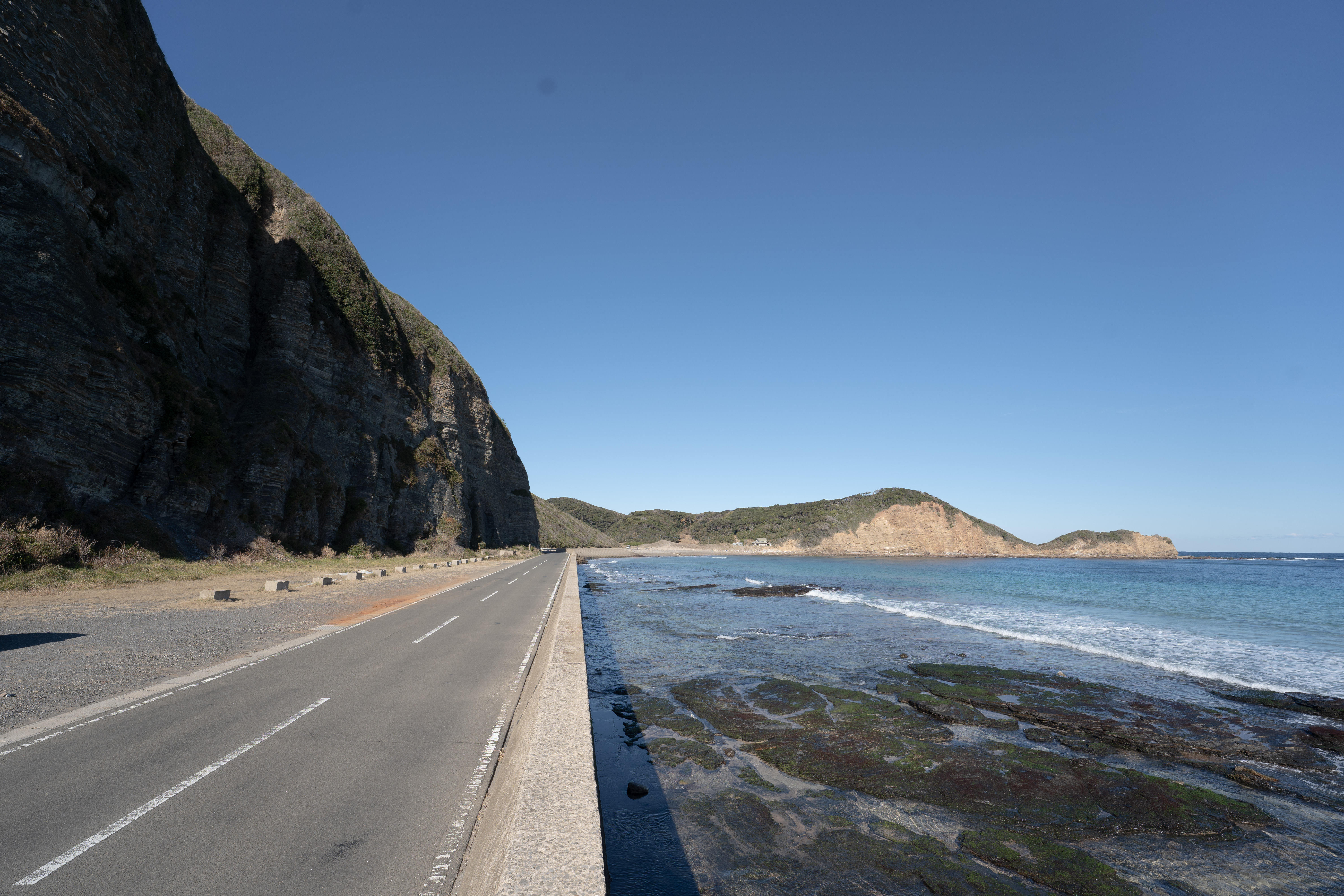
土台石

### 地质
岛的大部分地区是覆盖着玄武岩的熔岩台地，高低差不大。最高峰岳之辻海拔212.8米，全岛80%的地区海拔低于100米。岳之辻在约170万至140万年前（第四期）和100万至60万年前（第五期）经历过火山活动。除了熔岩台地外，在北部还发现有古第三纪始新世的沉积岩“胜本层”，中部和南部则可见新第三纪中新世的“壱岐层群”。

### 气候
受流经对马海峡的暖流影响，壹岐的气候相对温和。虽然在天气预报中，壹岐和对马经常被混为一谈，但其自然环境的独特性不如对马，更接近九州北部。
“春一番”一词源于壹岐，指的是初春吹拂的强劲南风，如今已成为气象学术语。该词起源于江户时代后期的1859年，当时当地许多渔民因被称为“春一番”的季节性强劲南风而丧生。为此，1987年，在乡之浦港入口处的元居公园内，矗立起了一座形似船帆的“春一番塔”。

### 生物群
虽然岛上各处仍保留着常绿阔叶林，但并未形成大规模的原始森林。渡良岛是日本华丽榕最北端的栖息地。据信，直到约1万年前的冰河时代，该岛一直通过陆地与九州相连，其证据是岛上与九州北部地区共同存在着淡水鱼。然而，由于陆续进行的河道整治以及人工引入大口黑鲈和蓝鳃太阳鱼等入侵物种，多种淡水鱼被认为已经灭绝。
岛上曾广泛开展捕鲸活动，并且还发生了壹岐海豚事件，因此人们认为那里应该有很多鲸鱼和海豚出没，但如今，在沿海地区几乎看不到鲸鱼或海豚。另一方面，壹岐岛和对马岛周边海域被认为是现代日本列岛中最危险的海域之一，大型鲸类动物与高速船只相撞的风险极高。即使在今天，沿海地区仍能看到海龟的身影，其中包括玳瑁、绿海龟、蠵龟和棱皮龟等濒危物种，但它们面临着被其他海龟捕获的风险。该地区也是已灭绝的日本海狮的栖息地。

### 聚落的形成
岛上的聚落大致分为农业聚落和渔业聚落。农业聚落被称为“在”（ざい），呈散落的村落形态；渔业聚落被称为“浦”（うら），呈聚集的村落形态。农业聚落的地名末尾以“触”（ふれ）结尾，渔业聚落的地名末尾以“浦”结尾。关于“触”一词的起源有两种说法：一说源于江户时代三村长之一的村长（笹头）向藩下达命令的地区名称；二说源于韩语“浦”。“触”和“浦”至今仍是壹岐市行政区划的单位。

## 壹岐群岛
壹岐岛附近有数座岛屿，有时统称为壹岐群岛。其中最大的岛屿是壹岐岛。原岛、长岛、大岛和若宫岛这四个有人居住的岛屿以及19个无人居住的岛屿都属于壹岐群岛。

## 历史
壹岐岛和对马岛曾是连接朝鲜半岛和九州的海上交通中转站。此外，在记载15世纪与朝鲜王朝贸易往来的《海东诸国纪》中也有对壹岐岛和对马岛的记载。

### 原始古代

#### 旧石器时代

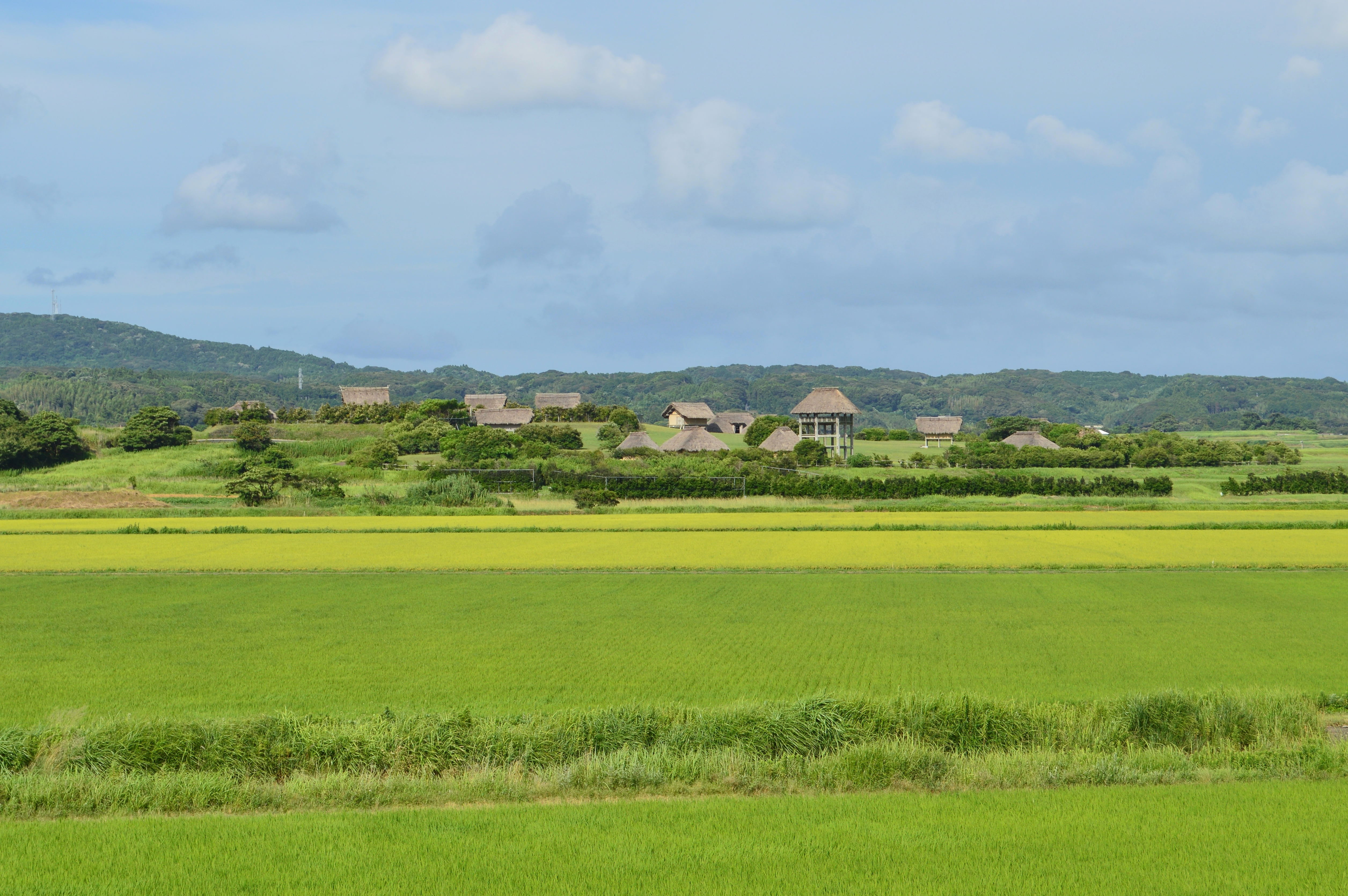
原之辻遗址

旧石器时代晚期人类的遗迹包括在唐上遗址（胜本町）和原之辻遗址（芦边町和石田町）发现的刀形石器和梯形石器，以及在原之辻遗址发现的诺氏古菱齿象和日本大角鹿的骨骼。

#### 绳文时代
绳文时代遗址包括位于乡之浦町的片原触吉崎遗址，据推测其年代可追溯至绳文时代晚期。

#### 弥生时代
据信弥生时代，几乎全岛都有人类居住，河流流域内遗址密集分布。下游地区的原之辻遗址和宫里遗址，以及上游柳田田原地区的物部遗址和户田遗址，规模相对较大，文物丰富。
中国史籍中也有关于壹岐岛的记载。例如，《三国志·魏书》中的魏志倭人传记载了邪马台国统治下的一大国。《魏略》、《梁书》和《隋书》的部分残篇也记录了一支国的存在。1993年12月，长崎县教育委员会宣布岛上的原之辻遗址是一支国的中心聚落。 《魏书·东夷篇》也记载，当时有“约三千户”，可见当时居住人口众多。

#### 古坟时代

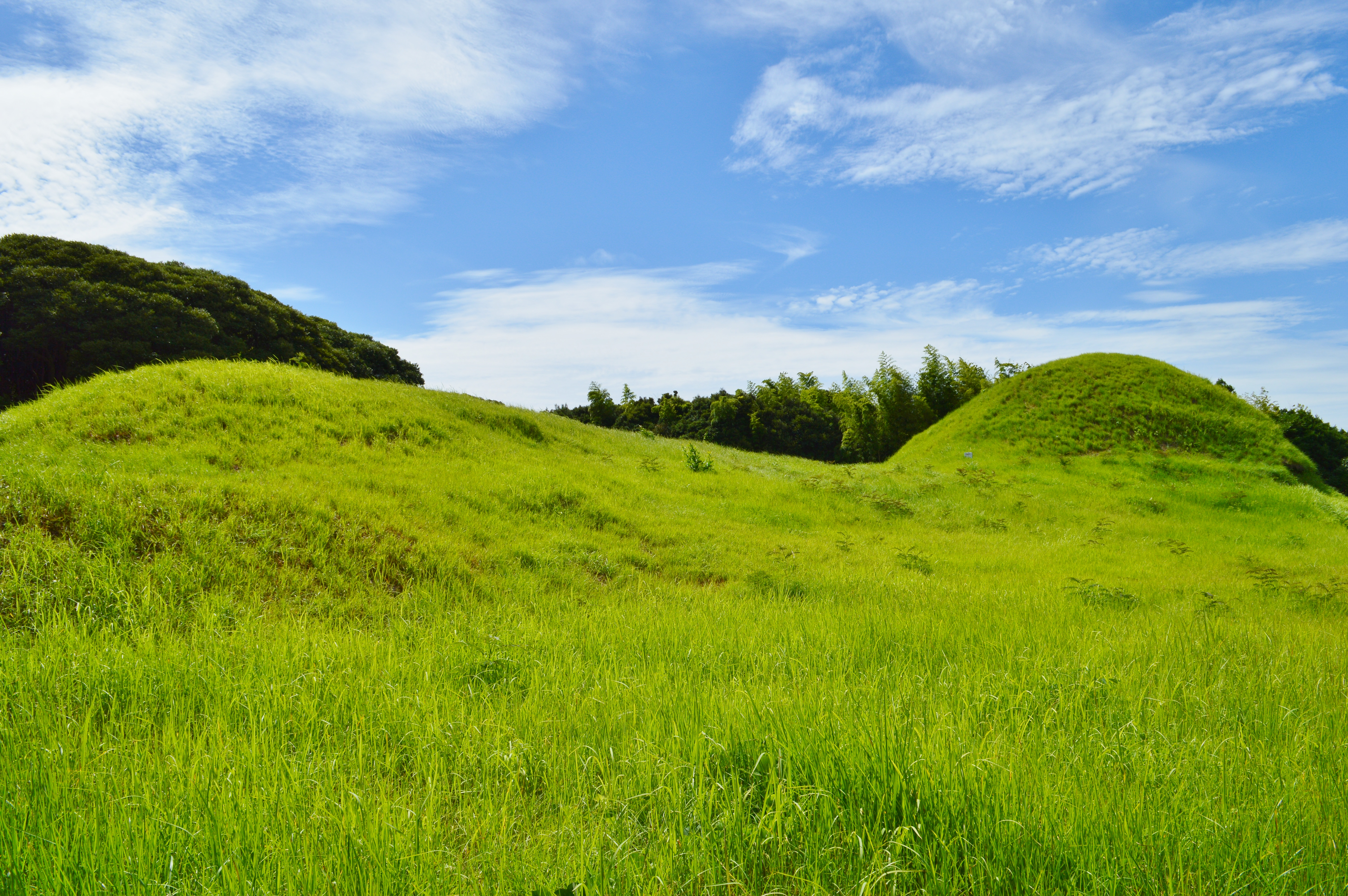
双六古墳

岛屿中部及河流流域分布着成群的橫穴式石室。乡之浦町鬼久保古墓洞穴式石室的后壁上，刻有帆船与鲸鱼的线雕，据信描绘的是迁徙的鲸鱼被村庄追赶到海湾的场景。
前方后圆坟在长崎县内以胜本町百合畑触的双六古坟为最大，目前仍存有数座。古坟时代后期（6世纪）时，岛中央地区建造了鬼之窟古坟、笹塚古坟等巨石石室坟。

#### 律令制
壱岐国作为令制国被设立，鬼之窟古坟附近建有壱岐国分寺。
根据《和名抄》记载，壱岐郡和石田郡两个郡及11个乡被传为壱岐国的一部分。相当于原方和山方。壱岐值是壱岐县主，而中央任职的伊吉连和雪连被认为是同一家族。
平安时代1019年，疑似女真族（满洲族）的匪徒袭击了高丽沿岸，并出现在对马和壱岐。当时，作为壱岐国国司的藤原理忠与贼徒交战并战死。贼徒在肆意掠夺后转移至北九州，最终被藤原隆家镇压（刀伊之乱）。
作为刺杀源义朝的奖励，长田忠被任命为壱岐守，并在汤岳建造了覩城。

### 中世纪
中世纪时期，随着太宰府政权的瓦解，壹岐岛落入松浦氏的倭寇手中。
镰仓时代中期，壹岐岛曾两次遭到蒙古帝国及其藩属高丽的入侵。第一次入侵，即文永之乱，壹岐岛被占领，损失惨重。第二次入侵，即弘安之乱，壹岐岛也遭到蒙古军队的入侵，损失惨重。此外，由于倭军在博多湾的反登陆以及台风的影响，蒙古军队从壹岐岛撤退（壹岐岛之战）。

### 近代早期
江户时代，平户松浦氏（继承松浦党血脉）统治的平户藩的一部分被编入其中。

### 近代与当代
1871年废藩置县后，它隶属于平户县，同年改组并入长崎县。根据1896年的《郡町区村制法》，岛上原有的壹岐郡和石田郡合并，只剩下壹岐郡。作为市町村，1889年首次实行町村制时，共设立了12个村，其中壹岐郡7个村，石田郡5个村。此后，町村屡屡设立、合并，昭和大合并后，至1970年，改组为乡之浦町、胜本町、芦边町、石田町四个町。2004年3月1日，这四个町村作为平成大合并的一部分合并，实行市制，壹岐市正式诞生。

## 经济
壹岐岛的主要产业是农业和渔业等第一产业。二战后，烟草种植和肉牛养殖开始兴起。虽然烟草种植随后逐渐衰落，但肉牛养殖业通过培育壱岐牛实现了差异化发展。
烧酒是著名的特产。壹岐是大麦烧酒的发源地，并被世界贸易组织指定为壹岐烧酒保护产地。

## 流行文化
该岛出现在2020年的电子游戏《对马岛之魂》中。 它是该游戏的扩展包，主游戏发生在对马岛上。

## 交通

### 内部
国道382号以L字形贯穿该岛的西北部至西南部，再从西南部延伸至东南部，主要县道则连接国道与各地区。该岛没有铁路，由壹岐交通公司运营公交线路。

### 外部

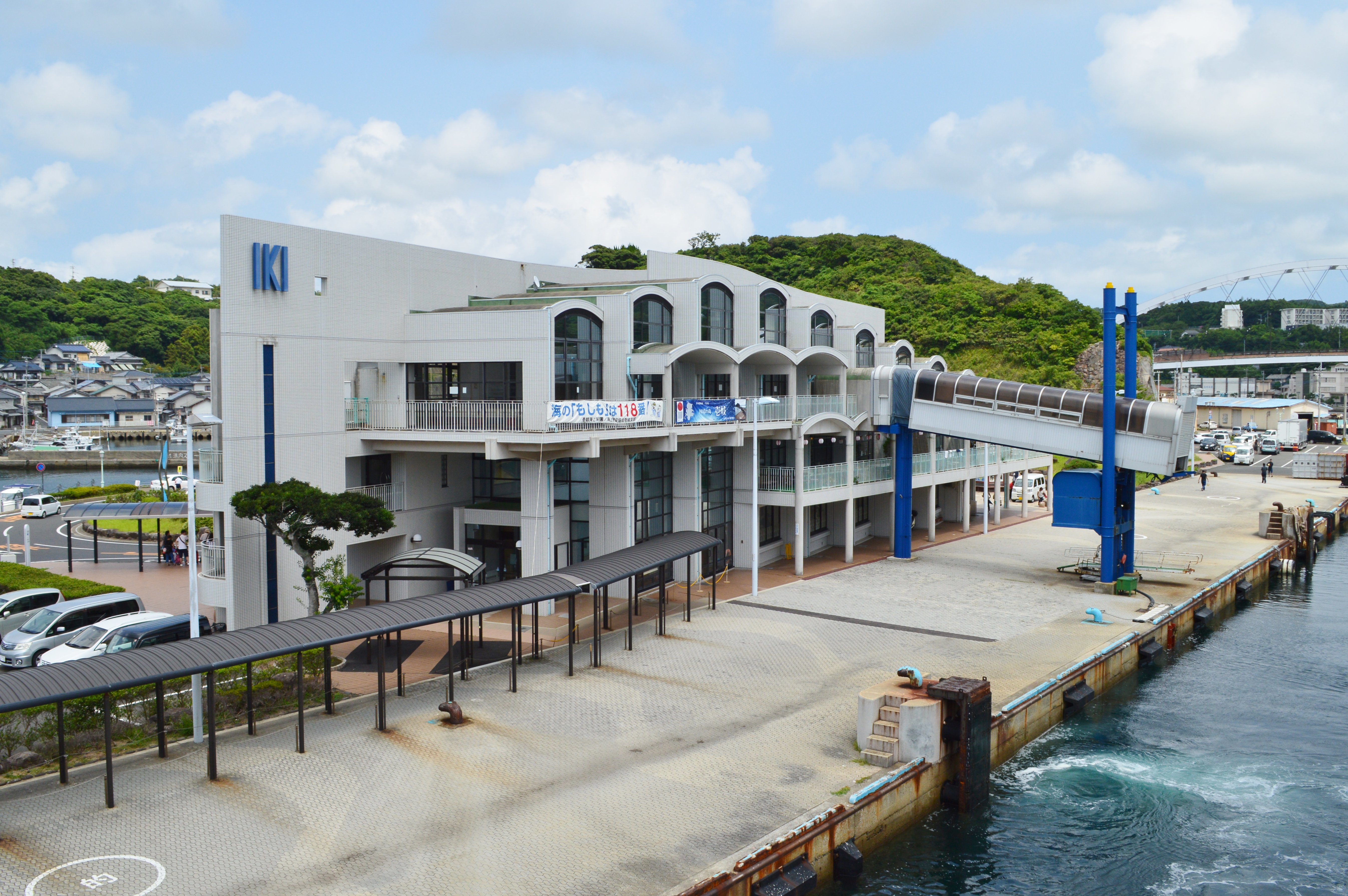
乡之浦港
九州邮船运营着连接博多港与对马之间的客运船，途中停靠此港。壹岐市政府也运营着前往壹岐诸岛、原岛、长岛和大岛的航线。
印通寺港
九州邮船运营着连接此港和唐津东港（佐贺县唐津市）的渡轮。
芦边港
九州邮船和壹岐对马渡轮运营博多港和对马之间的渡轮，九州邮船则运营喷射水翼船。需要注意的是，芦部港在法律上是渔港，而非港口。
胜本港
胜本町水产协会和辰之岛观光两家公司仅在夏季运营连接壹岐北部辰之岛的定期航线。淡季则运营需预约的不定期航线。

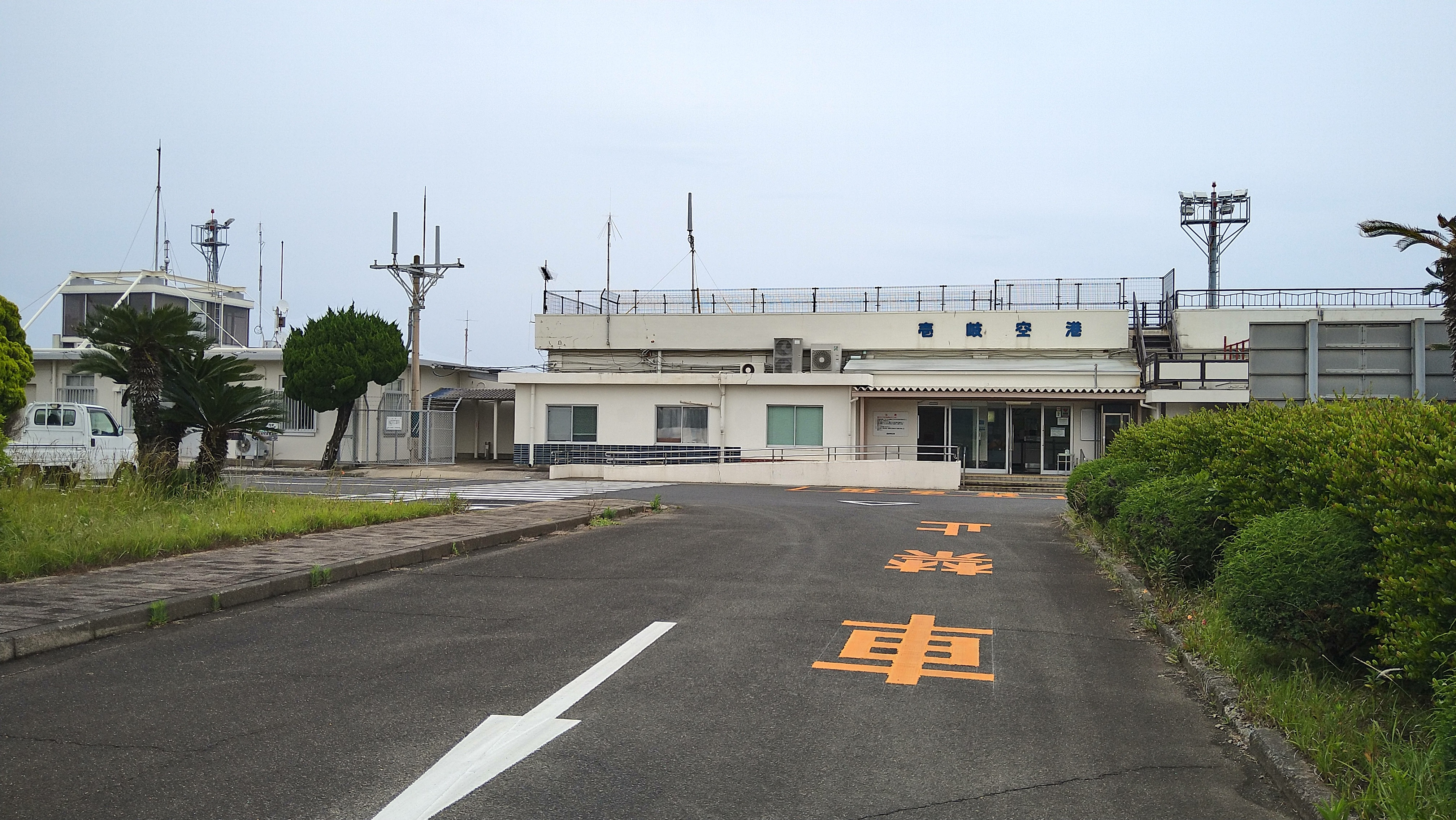
壹岐空港
东方空桥 (ORC) 运营飞往长崎机场的航班。

## 參看
- 壹岐市

## 外部連結
- 壹岐觀光協会網頁 （页面存档备份，存于）
- 壹岐市